# Justicia kunhardtii
Justicia kunhardtii är en akantusväxtart som beskrevs av Emery Clarence Leonard. Justicia kunhardtii ingår i släktet Justicia och familjen akantusväxter. Inga underarter finns listade i Catalogue of Life.